# Pamięcin (Lubusz)

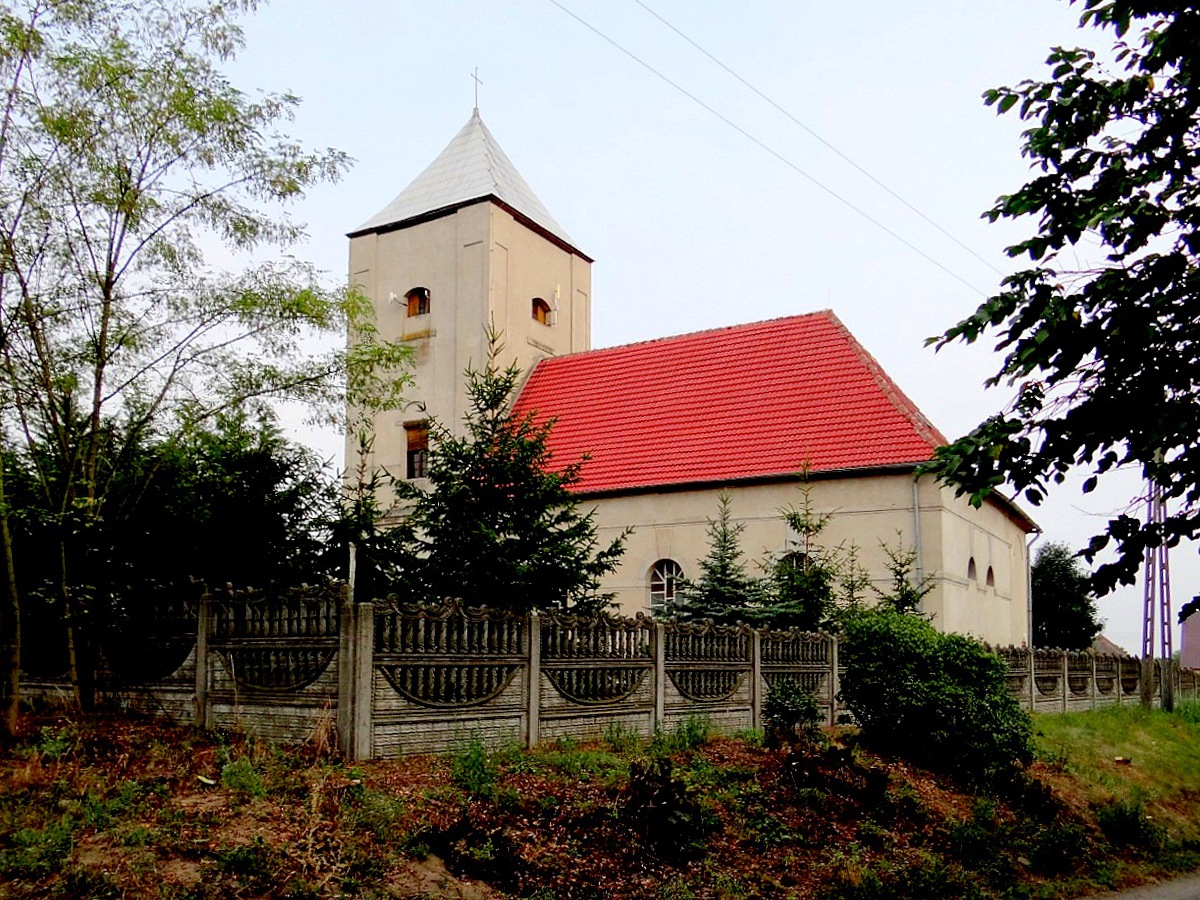
Kerk van Pamięcin

Pamięcin (Duits: Frauendorf) is een plaats in het Poolse district  Słubicki, woiwodschap Lubusz. De plaats maakt deel uit van de gemeente Górzyca en telt 410 inwoners.
Tot 1945 maakte Frauendorf deel uit van het Duitse Rijk. Na de Tweede Wereldoorlog werd de complete Duitstalige bevolking verdreven.